# Nationaliste-conservateur
L'étiquette nationaliste-conservateur fut utilisée par trois Québécois, alors députés de la Chambre des communes du Canada et par de nombreux autres candidats non élus. Ils utilisèrent cette appellation en réaction pour se distinguer de la réputation pro-impérialiste britannique du Parti conservateur.
Les trois députés élus sous cette dénomination au XIXe siècle utilisèrent le terme nationaliste pour promouvoir le nationalisme canadien par opposition à l'impérialisme britannique ou à la vision indépendantiste du Québec.

## Référence
- (en) Cet article est partiellement ou en totalité issu de l’article de Wikipédia en anglais intitulé « Nationalist Conservative » (voir la liste des auteurs).